# Превращение (фильм, 2002)
«Превращение» — российский художественный фильм, снятый режиссёром Валерием Фокиным по мотивам одноимённой повести Франца Кафки.

## Сюжет
Начало XX века, Прага. Грегор Замза содержит всю свою семью и уже несколько лет работает над тем, чтобы выплатить долги отца. Но однажды он просыпается, обнаружив, что превратился из обычного человека в большое уродливое насекомое с хитиновым панцирем и беспорядочно шевелящимися лапками. Странная болезнь шокирует родителей и сестру героя. Он больше не может приносить домой деньги. Более того, он стал отвратителен внешне. Домочадцы-мещане, озабоченные лишь материальной стороной этого мира, начинают относиться к нему с брезгливостью. Грегора не выпускают из его комнаты, постепенно превращая её в склад для ненужных вещей. С героем обращаются как с животным, а между тем он продолжает мыслить, чувствовать и всё понимать. Превратившись в огромное насекомое, он, тем не менее, остаётся человеком в гораздо большей степени, нежели окружающие его люди. Вместе с превращением Грегора происходит постепенное «умирание» души этой семьи, в которой отныне торжествует лишь мещанская бездуховность.

## В ролях
| Актёр             | Роль                     |
| ----------------- | ------------------------ |
| Евгений Миронов   | Грегор Замза / насекомое |
| Игорь Кваша       | отец                     |
| Татьяна Лаврова   | мать                     |
| Наталья Швец      | Гретта, сестра           |
| Авангард Леонтьев | управляющий              |
| Любовь Руднева    | служанка                 |
| Людмила Полякова  | новая служанка           |

## Съёмочная группа
- Авторы сценария: Иван Попов, Валерий Фокин
- Режиссёр-постановщик: Валерий Фокин
- Оператор-постановщик: Игорь Клебанов
- Художник-постановщик: Леонид Свинцицкий
- Художник по костюмам: Наталья Иванова
- Композитор: Александр Бакши
- Дирижёр: Татьяна Гринденко (ансамбль «Академия старинной музыки»)
- Режиссёр по пластике: Леонид Тимцуник

## Награды
- Гран-при кинофестиваля Литература и кино (2003)